# هربرت ساندرز
هربرت ساندرز هو موزع وعازف بيانو وملحن كندي، ولد في 20 سبتمبر 1878، وتوفي في 18 مايو 1938 في مونتريال في كندا.

## وصلات خارجية
- هربرت ساندرز على موقع ميوزك برينز (الإنجليزية)